# Lista de comendas em Portugal
Esta é uma lista das Comendas criadas em Portugal.

## História
As comendas eram jurisdições de base territorial integradas numa Ordem Militar. Eram outorgadas aos cavaleiros das Ordens Militares agraciados com o grau de Comendador. Os Comendadores detinham jurisdição sobre a terra comendatária e recebiam as respectivas rendas. Estes Comendadores, designados de efectivos, tinham assim um número limitado às comendas existentes em cada Ordem. 
Também aos cavaleiros das Ordens Militares agraciados com o grau de Grã-Cruz era atribuída uma comenda.  
Existiam ainda Comendadores honoríficos, não detentores de qualquer comenda, usufruindo do grau a título pessoal. Neste caso figuravam na hierarquia da Ordem em lugar abaixo dos Comendadores efectivos (os que detinham comenda).

## Comendas
| Brasão | Honra                | Criação | 1º Titular | Ordem | Ref |
| ------ | -------------------- | ------- | ---------- | ----- | --- |
|        | Comendador de Marvão |         |            | Avis  |     |